# Antonio Ignacio Velasco García
Antonio Ignacio Kardinal Velasco García SDB (* 17. Januar 1929 in Acarigua, Venezuela; † 6. Juli 2003 in Caracas) war Erzbischof von Caracas von 1995 bis 2003.

## Leben
Antonio Ignacio Velasco García trat 1944 der Ordensgemeinschaft der Salesianer Don Boscos in Los Teques bei und legte 1945 die Profess ab. Er studierte Philosophie und Theologie an der Hochschule der Salesianer in Turin und Rom. In Rom empfing er am 17. Dezember 1955 die Priesterweihe. Er wurde Rektor der Salesianerseminare in Valera (1964–67), Los Teques (1967–72) und Valencia (1979–84). Von 1972 bis 1978 war er Provinzial der Salesianer in Venezuela, danach verbrachte er 1978/79 ein weiteres Jahr in Rom. Er war 1984 Delegierter für die lateinamerikanisch-pazifisch-karibische Region beim XXII. Generalkapitel seines Ordens und anschließend bis 1989 Mitglied des Generalrates der Salesianer Don Boscos.
Am 23. Oktober 1989 wurde er von Papst Johannes Paul II. zum Titularbischof von Utimmira ernannt und zum Apostolischen Vikar von Puerto Ayacucho, Venezuela, bestellt. Die Bischofsweihe spendete ihm Papst Johannes Paul II. selbst; Mitkonsekratoren waren der stellvertretende Leiter des Staatssekretariats und spätere Kardinal, Giovanni Battista Re, und der Sekretär der Kongregation für die orientalischen Kirchen, Erzbischof Miroslaw Marusyn. 1992 erfolgte die Bestellung zum Apostolischen Vikar von San Fernando de Apure in Venezuela. Am 27. Mai 1995 wurde er zum Erzbischof von Caracas ernannt. Als solcher fungierte er 1998 als Gründer und erster Kanzler der Universität Santa Rosa de Lima in Caracas, die aus dem seit 1696 bestehenden Priesterseminar des Erzbistums heraus entstand.
Am 21. Februar 2001 nahm ihn Papst Johannes Paul II. als Kardinalpriester mit der Titeldiakonie Santa Maria Domenica Mazzarello in das Kardinalskollegium auf. Am 18. Mai desselben Jahres wurde er Mitglied des Päpstlichen Rats Cor Unum. Er spielte eine führende Rolle beim Putsch gegen den venezolanischen Präsidenten Hugo Chávez im April 2002.
Kardinal Velasco erkrankte 2002 an Krebs. Er starb am 6. Juli 2003 an den Folgen seiner Erkrankung und wurde in der Kathedrale von Caracas beigesetzt.